# Reinhard Glemnitz
Reinhard Glemnitz (Wrocław, 27 november 1930) is een Duitse acteur en stemacteur.

## Biografie
Na zijn opleiding tot acteur aan de Otto Falckenberg School in München (1946/47), speelde Glemnitz in zijn beginnersjaren voornamelijk cabaret: "Die Kabarettiche" in Keulen en gastoptredens van de kleine Freiheit studio in Zürich en Wenen. In 1948 begon hij als spreker voor de Beierse omroep. Zijn eerste filmrol volgde in 1954 met 15/08. Naast Die Geschichte von Joel Brand (1964) met Herwig Walter, was het een van zijn weinige uniformrollen. Het jaar daarop speelde hij in Rosenmontag en in 1960 in Mein Schulfreund van Robert Siodmak. Van 1956 tot 1958 stond hij op het podium in Wuppertal, waarna hij tot 1961 nog meer engagementen had in het Beierse Staatstheater in München. Diverse optredens in film en televisie volgden, waaronder de Durbridge driedelige serie Die Schlüssel, de spionageserie Die fünfte Kolonne, Das Kriminalmuseum en de sciencefiction-serie Raumpatrouille, evenals de producties Der Millionenbauer, Polizeiinspektion 1, Die Wannseekonferenz, SOKO 5113, Das Traumschiff, Derrick, Weißblaue Geschichten, Anna Maria en Kanal fatal.
Hij speelde zijn bekendste rol als inspecteur Robert Heine van 1968 tot 1975 in de succesvolle ZDF-misdaadserie Der Kommissar, waarmee hij vier keer de Bambi-televisieprijs won (1970, 1971, 1972 en 1975) en één keer in zilver (1973). In 1990 ontving hij een ere Bambi in Leipzig. In 1998, ter gelegenheid van zijn 50-jarig jubileum als spreker, ontving hij de Gouden Medaille van de Bayerischer Rundfunk.
Van 1981 tot 1983 stond Reinhard Glemnitz op het podium in Wenen, West-Berlijn en München met de musical Evita, waar hij ook zijn zangkunsten kon demonstreren in de rol van kolonel Perón. In 1996 speelde hij de rol van Vandergelder in de musical Hello Dolly in de komedie in het Bayerischer Hof in München.
In de nasynchronisatiestudio leende hij o.a. zijn stem aan Richard Harris (bijv. in Camelot), Anthony Perkins (in Le procès, Goodbye Again en Le Couteau dans la plaie), Michael Caine (in The Swarm), Bernard Hill als King Théoden in The Lord of the Rings, Tom Courtenay in Die letzte Runde, Bernard Le Coq in de Chabrol-film La Fleur du mal en Christopher Plummer in The Insider. Hij sprak ook Judd Hirsch, een van zijn favoriete acteurs, over de serie Mein lieber John, George & Leo en tijdens een gastoptreden over Caroline in the City. Hij is te horen in de tv-serie SeaQuest DSV voor Michael Ironside, in Stargate Atlantis synchroniseert hij Mitch Pileggi en in The Agency Ronny Cox. In de Leconte-film L'homme du train leende hij Jean Rochefort zijn stem. Hij spreekt Max von Sydow in de serie The Tudors. Hij had een blijvende impact op de ZDF Advent-klassieker Der Seewolf door zijn verhalende stem voor de hoofdpersoon Humphrey van Weyden (Edward Meeks).

## Privéleven
Reinhard Glemnitz is getrouwd met danseres Lydia Blum en heeft twee dochters. Sinds 1969 woont hij in de buurt van de Tegernsee.

## Filmografie

### Als acteur
- 1954: 08/15
- 1955: Rosenmontag
- 1959: Arzt ohne Gewissen
- 1960: Mein Schulfreund
- 1963: Das Kriminalmuseum: Fünf Fotos
- 1963: Die fünfte Kolonne – Es führt kein Weg zurück
- 1964: Die Diamantenhölle am Mekong
- 1964: Verdammt zur Sünde
- 1964: Stunden der Angst
- 1964: Die fünfte Kolonne – Treffpunkt Wien
- 1965: Die fünfte Kolonne – Schattenspiel
- 1965: Die fünfte Kolonne – Besuch von drüben
- 1965: Die Schlüssel (televisie-driedeler)
- 1966: Der Nachtkurier meldet – Selbstmrd ausgeschlossen
- 1966: Der Mann, der sich Abel nannte
- 1966: Raumpatrouille – Die phantastischen Abenteuer des Raumschiffes Orion
- 1966: Die fünfte Kolonne - Stahlschrank SG III
- 1967: Der Vater und sein Sohn (televisieserie)
- 1967: Verräter (televisie-driedeler)
- 1968: Detektiv Quarles (tv-serie)
- 1968: Sie schreiben mit – Die Chauffeursmütze
- 1969–1976: Der Kommissar (tv-serie, 96 afleveringen)
- 1971: Erotik im Beruf – Was jeder Personalchef gern verschweigt
- 1979: Blutspur
- 1979: Graf Dracula (beisst jetzt) in Oberbayern
- 1980: Heiße Kartoffeln
- 1982: Tatort: Der unsichtbare Gegner
- 1984: Die Wannseekonferenz
- 1985: Schöne Ferien – Urlaubsgeschichten aus Sri Lanka und von den Malediven
- 1987-1994: Derrick (4 afleveringen)
- 1992: Glückliche Reise – Bali

### Als stemacteur

#### Films
- 1937: Voor Leslie Howard in Mr. Dodd geht nach Hollywood als Atterbury Dodd
- 1949: Voor Raymond Massey in Ein Mann wie Sprengstoff als Gail Wynand
- 1964: Voor David Niven in Major Carrington als Major Charles "Copper" Carrington
- 1965: Voor Robert Redford in Verdammte süße Welt als Wade Lewis/ Lewis Wade
- 1969: Voor Alan Marshal in Nach dem dünnen Mann als Robert
- 1971: Voor Edward Meeks in Der Seewolf als Humphrey van Weyden (West-Synchro)
- 1973: Voor David Hedison in Leben und sterben lassen als Felix Leiter
- 1986: Voor Ronald Pickup in Mission als Hontar
- 1988: Voor Antoine Fontaine in Lärm und Wut als schooldirecteur
- 1989: Voor David Hedison in James Bond 007 – Lizenz zum Töten als Felix Leiter
- 1992: Voor Steve Kahan in Lethal Weapon 3 – Die Profis sind zurück als Cpt. Ed Murphy
- 2000: Voor Chelcie Ross in The Gift – Die dunkle Gabe als Kenneth King
- 2002: Voor Kenneth Welsh in Sherlock Holmes - Der Vampir von Whitechapel als Dr. Watson
- 2003: Voor David Suchet in Foolproof – Ausgetrickst als Leo Gillette
- 2005: Voor Kenneth Welsh in Der Exorzismus von Emily Rose als Dr. Müller
- 2008: Voor François Berléand in Transporter 3 als Inspektor Tarconi
- 2010: Voor Marc Macaulay in Wild Things 4 als Capt. Blanchard
- 2015: Voor Charles Dance in Und dann gabs keines mehr als Richter Lawrence Wargrave

#### Series
- 1992: Voor Ian Richardson in Ein Kartenhaus als Francis Urquhart
- 1996–1997: Voor Michael Ironside in SeaQuest DSV als Captain Oliver Hudson
- 2005: Voor Ronny Cox in The Agency – Im Fadenkreuz der C.I.A. als Alex Pierce III.
- 2006–2009: Voor Mitch Pileggi in Stargate Atlantis als Col. Steven Caldwell
- 2017: Voor William Devane in The Grinder – Immer im Recht als Dean Sanderson, Sr.
- 2017: Voor Gerald McRaney in This Is Us – Das ist Leben als Dr. Nathan Katowski

## Hoorspelen
- Georges Simenon: Maigret und seine Skrupel. Bewerking: Gert Westphal. regie: Heinz-Günter Stamm, BR 1961. Der Audio Verlag 2005. ISBN 978-3-89813-390-6.